# Raffinerie von Fos

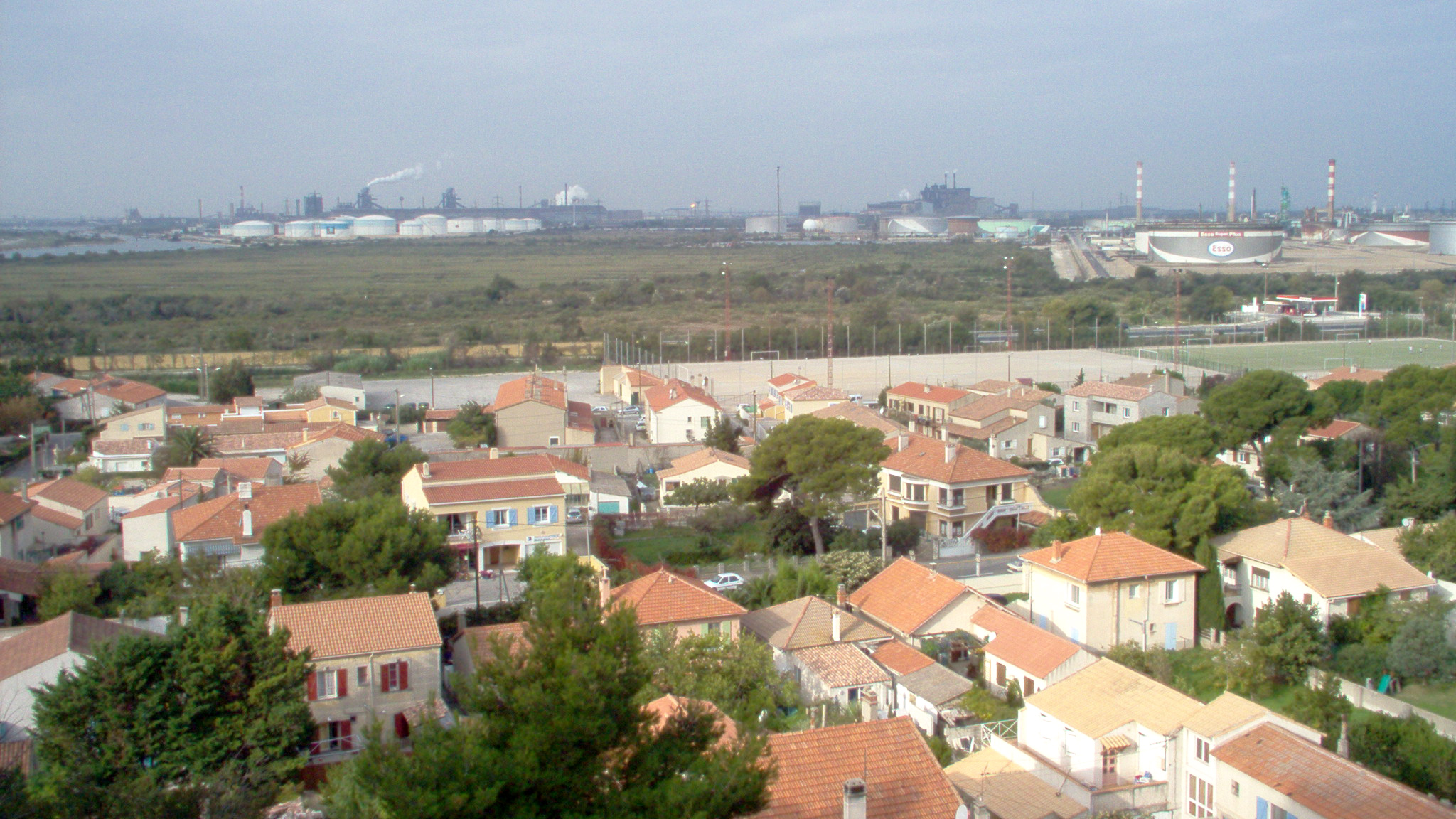
Fos-sur-Mer mit Industriegebiet im Hintergrund

Die Raffinerie von Fos ist eine Erdölraffinerie auf dem Gebiet der südfranzösischen Gemeinde Fos-sur-Mer im Département Bouches-du-Rhône.
1965 wurde die Raffinerie in Betrieb genommen. Im Jahr 1985 wurde die Kapazität stark reduziert. Die Raffinerie ist mit einer FCC-Einheit ausgestattet. Daneben produziert sie Propen. In der Raffinerie, die der Firma ExxonMobil gehört, sind rund um die Uhr 250 Mitarbeiter beschäftigt. Sie verarbeitet jährlich ungefähr fünf Millionen Tonnen Rohöl.